# Лејкс ов д фор Сизонс
Лејкс ов д фор Сизонс (енгл. Lakes of the Four Seasons) насељено је место без административног статуса у америчкој савезној држави Индијана.

## Демографија
По попису из 2010. године број становника је 7.033, што је 258 (-3,5%) становника мање него 2000. године.
| Група             | 2000.         | 2010.         |
| Белци             | 6.860 (94,1%) | 6.205 (88,2%) |
| Афроамериканци    | 9 (0,1%)      | 85 (1,2%)     |
| Азијати           | 56 (0,8%)     | 68 (1,0%)     |
| Хиспаноамериканци | 284 (3,9%)    | 598 (8,5%)    |
| Укупно            | 7.291         | 7.033         |